# Laureà Pagarolas i Sabaté
Laureà Pagarolas i Sabaté   (Vinyols i els Arcs, 11 d'octubre de 1956) és un historiador i arxiver català, especialista en la documentació notarial i els templers de les terres de l’Ebre. Ha estat director tècnic de l'Arxiu Històric de Protocols de Barcelona des de 1988 fins a 2018.

## Biografia
Doctor en Història Medieval per la Universitat de Barcelona (1990). Ha estat Director tècnic de l’Arxiu Històric de Protocols de Barcelona, del Col·legi de Notaris de Catalunya (1988-2018), d’on ja era arxiver des de 1978. Ha coordinat la revista Estudis Històrics i Documents dels Arxius de Protocols durant una vintena d’anys (1995-2015). I ha exercit una notable tasca docent en el camp de l’arxivística i la documentació notarial a diferents universitats catalanes, com ara la Universitat Pompeu Fabra (1997) o la Universitat Autònoma de Barcelona (2002-2005), i a diverses universitats espanyoles.
Com a historiador i arxiver ha fet aportacions a la història del Camp de Tarragona i del Pallars, ha editat fonts medievals i ha estudiat institucions jurídiques catalanes. Però, sobretot, ha fet recerca sobre els ordes religiosomilitars, especialment els templers de les terres de l’Ebre, el notariat català i els arxius de protocols. El resultat d’aquesta tasca d’investigació i estudi són una vintena de llibres i nombrosos articles publicats en revistes científiques.
Ha estat soci fundacional de l'Associació d’Arxivers de Catalunya (1985), vocal de la seva Junta Directiva (1989-1995) i integrant del Consell de Redacció de la publicació periòdica Lligall. Revista Catalana d’Arxivística (1989-2001). És membre de la Societat Catalana d’Estudis Històrics, filial de l'Institut d’Estudis Catalans (1985), de la qual fou vocal de la Junta Directiva (1991-1992) i Secretari (1992-1993). Ha estat soci fundacional de l’Organització no Governamental Arxivers sense Fronteres (1998) i vocal del Consell Assessor del Patrimoni Cultural Català, del Departament de Cultura i Mitjans de Comunicació de la Generalitat de Catalunya (2007-2021). El 2019 el Ministeri de Justícia li concedí la Creu Distingida de Primera Classe de l'Orde de Sant Raimon de Penyafort. 

## Premis i distincions
- (1983) Premi Antoni Pedrol Rius, atorgat pel Centre de Lectura de Reus.[cal citació]
- (1984) Premi d’Assaig Vila de Cambrils, atorgat per l’Ajuntament de Cambrils.[cal citació]
- (1991) Premi Francesc Carreras Candi, atorgat per la Fundació Salvador Vives i Casajuana.[cal citació]
- (2019) Cruz Distinguida de 1ª Clase de la Orden de San Raimundo de Peñafort, concedida pel Ministeri de Justícia.[4]

## Llibres[calcitació]
- Guia de Vinyols i els Arcs (Baix Camp), Tarragona: Institut d’Estudis Tarraconenses Ramon Berenguer IV, 1982.
- Història de l’antiga vila dels Arcs (Baix Camp). Segles XII-XV, Reus: Centre de Lectura, 1982.
- L’aristocràcia al Baix Camp. El llinatge Torrell, Folc i Nicolau (1484-1984), Reus: Centre de Lectura, 1984
- La Comanda del Temple de Tortosa: primer període (1148-1213), Tortosa: Cooperativa Gràfica Dertosense, 1984.
- Els Gimbernat i el Cambrils del segle XVIII, Cambrils: Ajuntament, 1985.
- El Protocol del Notari Bonanat Rimentol (1351). Capibrevium notularum, 13 de juliol-24 d’octubre, 1351, Barcelona: Fundació Noguera, 1991.
- Dietaris de la Generalitat de Catalunya, volum I, Anys 1411 a 1539, Barcelona: Generalitat de Catalunya, 1994 (coautor).
- El Col·legi de Notaris de Barcelona. Història de la seu d’una institució civil catalana, Barcelona: Il·lustre Col·legi de Notaris, 1995 (coautor).
- Els templers de les terres de l’Ebre (Tortosa). De Jaume I fins a l’abolició de l’Orde (1213-1312), Tarragona: Diputació, 1999, 2 vols.
- Història de l’Acadèmia de Jurisprudència i Legislació de Catalunya, Barcelona: Acadèmia de Jurisprudència i Legislació de Catalunya, 2000.
- L’Arxiu de la Corona d’Aragó. Un nou perfil per a l’Arxiu Reial de Barcelona, Barcelona: Associació d’Arxivers de Catalunya, 2003 (coautor).
- Els fons de protocols de Catalunya. Estat actual i proposta de sistematització, Barcelona: Associació d’Arxivers de Catalunya, 2005 (coordinador i coautor).
- Los archivos notariales. Qué son y cómo se tratan, Gijón: Ediciones Trea, 2007.
- Manual d’arxivística i gestió documental, Barcelona: Associació d’Arxivers de Catalunya, 2009 (coautor).
- Els noms de lloc, cognoms i renoms de Vinyols i els Arcs, Vinyols i els Arcs: Ajuntament, 2009 (coautor).
- Vinaixa. Passat i present, Vinaixa: Ajuntament; Institut d’Estudis Ilerdencs, 2010 (coautor).
- Els degans del Col·legi de Notaris de Catalunya (1862-2012). Cent cinquanta anys d’història de la corporació notarial catalana, Barcelona: Fundació Noguera; Col·legi de Notaris de Catalunya, 2012 (coautor).
- Naens, un poble pallarès a les portes del Pirineu, Naens: Associació Cultural de Naens, 2014.
- La Conca de Tremp, celler del Pirineu. Dos mil anys de vinya i vi, Barcelona: Bresca, 2017 (coautor).
- Tremp desaparegut, Barcelona: Editorial Efadós, 2021 (coautor).